# Matteo Paolillo

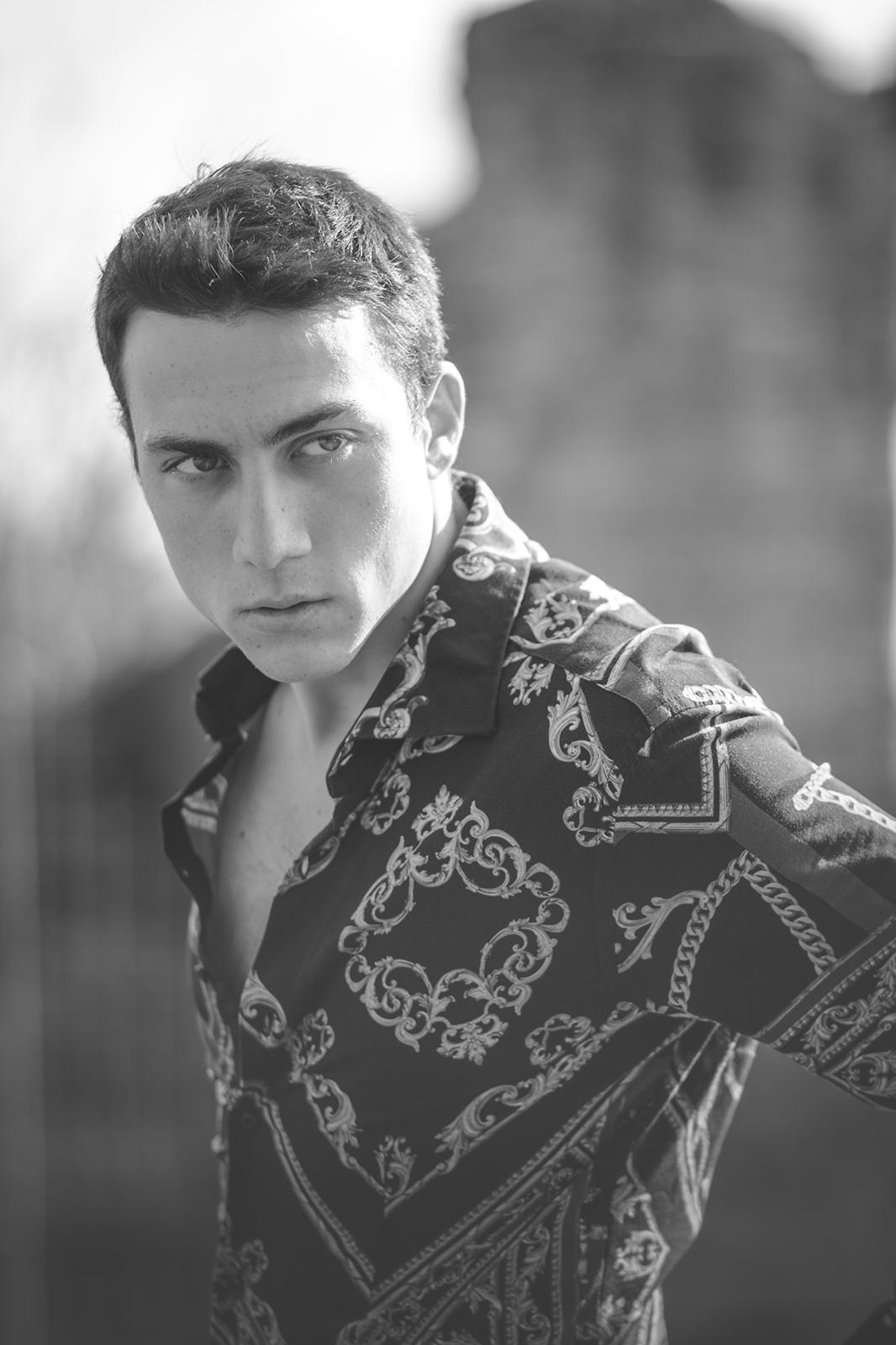
Matteo Paolillo (2020)

Matteo Paolillo (* 1995 in Salerno) ist ein italienischer Schauspieler und Popsänger.

## Karriere
Paolillo kam bereits im Alter von 13 Jahren zur Schauspielerei und sammelte in seiner Heimatstadt Salerno erste Erfahrungen im Theater. Mit 18 zog er schließlich nach Rom und begann dort ein Schauspielstudium, zunächst am Conservatorio Teatrale G. B. Diotaiuti, dann am Centro Sperimentale di Cinematografia, wo er 2009 sein Diplom erhielt. Nach vielen Rollen im Theater erhielt Paolillo 2016 erstmals eine Rolle im Fernsehen, in einer Episode der populären Serie Don Matteo. Einem breiten Publikum bekannt wurde er schließlich 2020 mit seiner Hauptrolle in der Serie Mare Fuori – Zelle mit Aussicht. Im selben Jahr war er auch in weiteren Produktionen zu sehen.
Neben seiner Schauspielkarriere ist Paolillo seit 2017 mit seinem Projekt Icaro auch als Sänger und Rapper tätig. Er war am Soundtrack von Mare fuori beteiligt und 2023 veröffentlichte er die EP EDO sowie das Debütalbum Come te.

## Filmografie
- 2016: Don Matteo (Fernsehserie, 1 Episode)
- 2020–2023: Mare Fuori – Zelle mit Aussicht (Mare fuori) (Fernsehserie)
- 2020: Vivi e lascia vivere
- 2020: Famosa (Fernsehserie)

## Diskografie

### Alben und EPs
| Jahr | Titel Musiklabel   | Höchstplatzierung, Gesamtwochen, AuszeichnungChartsChartplatzierungen (Jahr, Titel, Musiklabel, Platzierungen, Wochen, Auszeichnungen, Anmerkungen) | Anmerkungen                                                    |
| Jahr | Titel Musiklabel   | IT | Anmerkungen                                                    |
| ---- | ------------------ | --- | -------------------------------------------------------------- |
| 2021 | EDO                | IT57 (5 Wo.)IT | Erstveröffentlichung: 29. Dezember 2021 Charteinstieg IT: 2023 |
| 2023 | Come te ADA/Warner | IT9 (1 Wo.)IT | Erstveröffentlichung: 19. Mai 2023                             |

### Singles
| Jahr | Titel Album              | Höchstplatzierung, Gesamtwochen, AuszeichnungChartsChartplatzierungen (Jahr, Titel, Album, Platzierungen, Wochen, Auszeichnungen, Anmerkungen) | Anmerkungen |
| Jahr | Titel Album              | IT | Anmerkungen |
| ---- | ------------------------ | --- | --- |
| 2022 | ’o mar for Come te       | IT21 ×2Doppelplatin · (17 Wo.)IT | Erstveröffentlichung: 3. Juni 2022 Stefano Lentini, Matteo Paolillo – Icaro, Lolloflow & Raiz Verkäufe: + 200.000 |
| 2023 | Origami all’alba Come te | IT4 ×4Vierfachplatin · (37 Wo.)IT | Erstveröffentlichung: 24. Februar 2023 Matteo Paolillo – Icaro, Lolloflow & Clara Verkäufe: + 400.000             |
| 2024 | Foglie d’autunno –       | IT82 (2 Wo.)IT | Erstveröffentlichung: 15. Februar 2024 Matteo Paolillo – Icaro & Lolloflow                                        |

## Belege
1. 1 2  Matteo Paolillo Biography. Giffoni Film Festival, abgerufen am 26. November 2023 (englisch).
2. ↑  Alben von Matteo Paolillo. In: italiancharts.com. Hung Medien, abgerufen am 26. November 2023.
3. ↑  Archivio classifiche Top Singoli. FIMI, abgerufen am 19. September 2024 (italienisch).
4. 1 2  Certificazioni. FIMI, abgerufen am 19. September 2024 (italienisch).

| Personendaten    | Personendaten                            |
| ---------------- | ---------------------------------------- |
| NAME             | Paolillo, Matteo                         |
| KURZBESCHREIBUNG | italienischer Schauspieler und Popsänger |
| GEBURTSDATUM     | 1995                                     |
| GEBURTSORT       | Salerno                                  |